# Laetiporus sulphureus
Laetiporus sulphureus (Pierre Bulliard , 1789 ex William Murrill, 1920), sin. Polyporus sulphureus (Pierre Bulliard ex Elias Magnus Fries, 1821), din încrengătura Basidiomycota în familia Polyporaceae și de genul Laetiporus este o ciupercă comestibilă, cunoscută în popor sub denumirea găina (puiul) de pădure sau iască galbenă sau babița norocului Buretele este un saprofit, dar în primul rând un parazit care preferă arbori foioși cu miez colorat. Astfel infectează rădăcinile și trunchiurile de stejari, salcâmi, sălcii și arbori al genului Prunus, fiind găsit mai rar pe conifere, în special pe larici și tise. El produce o distrugere frapantă prin mălură (putregai maroniu). În România, Basarabia și Bucovina de Nord îl regăsim, de la câmpie la munte, din iunie până toamna târziu, uneori chiar și iarna, dacă iernile sunt blânde.

## Descriere

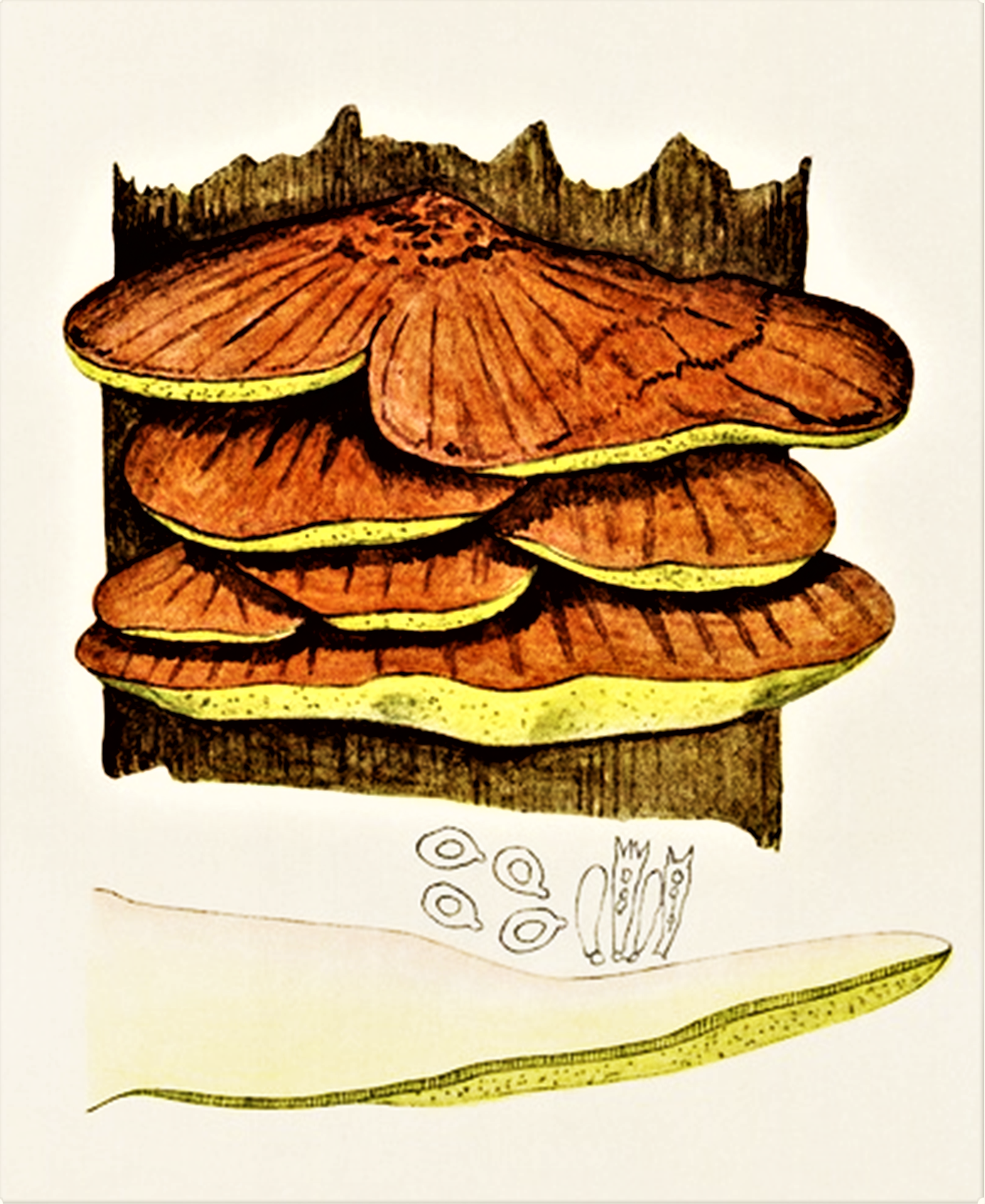
Bres.: Polyporus sulphureus

- Corpul fuctifer: poate atinge dimensiuni de 10-60 cm și este compus din multe pălării suprapuse, de dimensiuni individuale mai mici, între 5-25 cm, a căror borduri sunt relativ ondulate și crestate, formând lobi de diferite dimensiuni. Buretele are o greutate de până la 40 kg. Coloritul cuticulei pălăriilor suprapuse variază între galben-deschis și galben-portocaliu cu marginea adeseori zonată, pălind la bătrânețe.
- Porii: sunt galbeni, mici, rotunzi și zimțați, cu tubulețe de 3 la 5 mm lungime, secretând un lichid apos și gălbui în tinerețe.
- Piciorul: lipsește la această specie.
- Carnea: este moale și suculentă, relativ fragilă, cu miros slab, nespecific precum gust ca de pui când ciuperca este tânără (atât timp ce curge un suc), dar fibroasă, lemnoasă și amară odată cu vârsta.
- Caracteristici microscopice: are spori elipsoidali până rotunjori, netezi, hialini, neamilozi (nu se decolorează cu reactivi de iod), cu o mărime de 5-7,5 x 4-5 microni și de culoare alb-gălbuie.[5][6]
- Reacții chimice: Buretele se decolorează cu Hidroxid de potasiu gălbui și cu sulfovanilină efemer violet închis.[8]

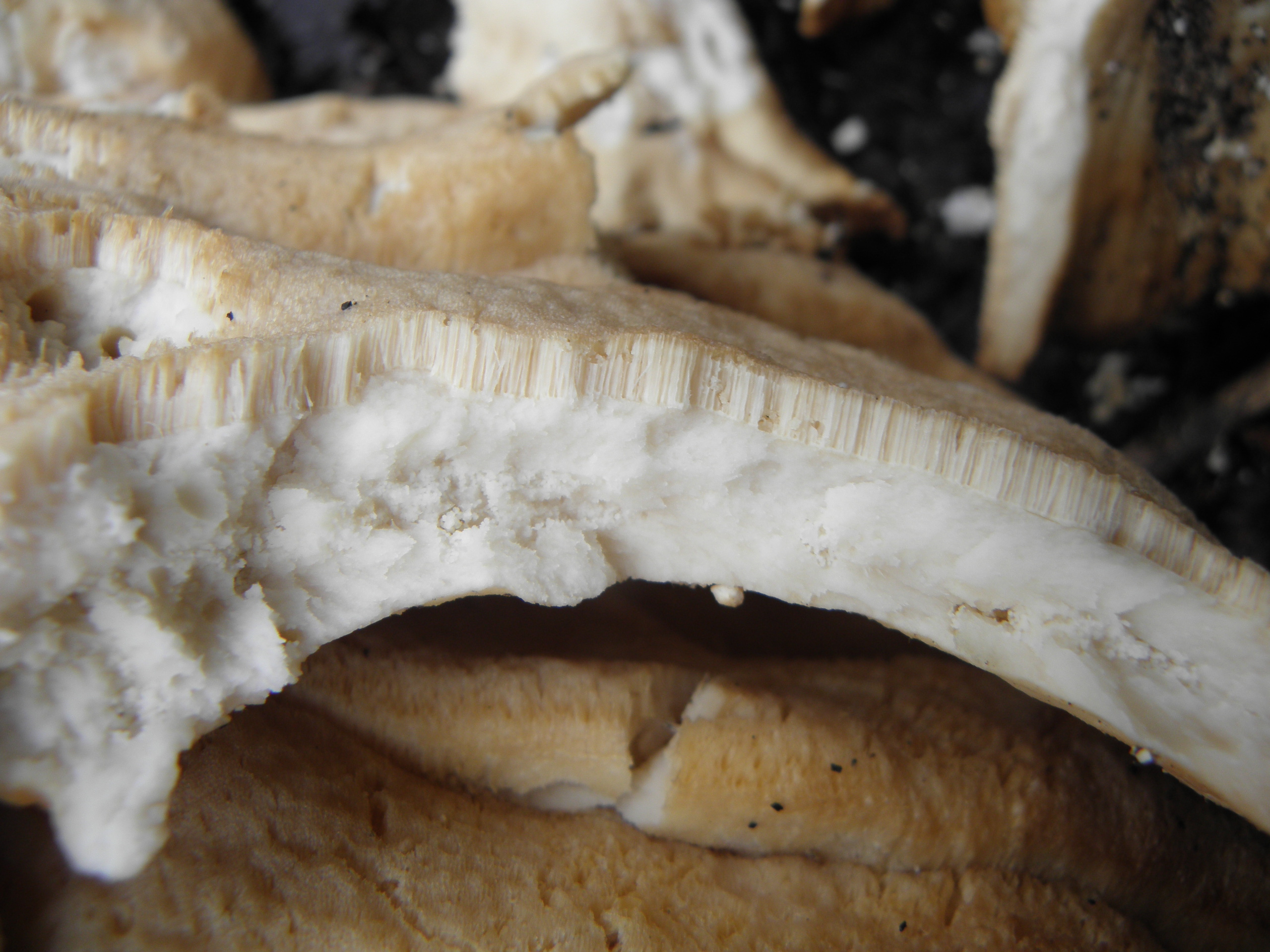
L. sulphureus, tubulețe
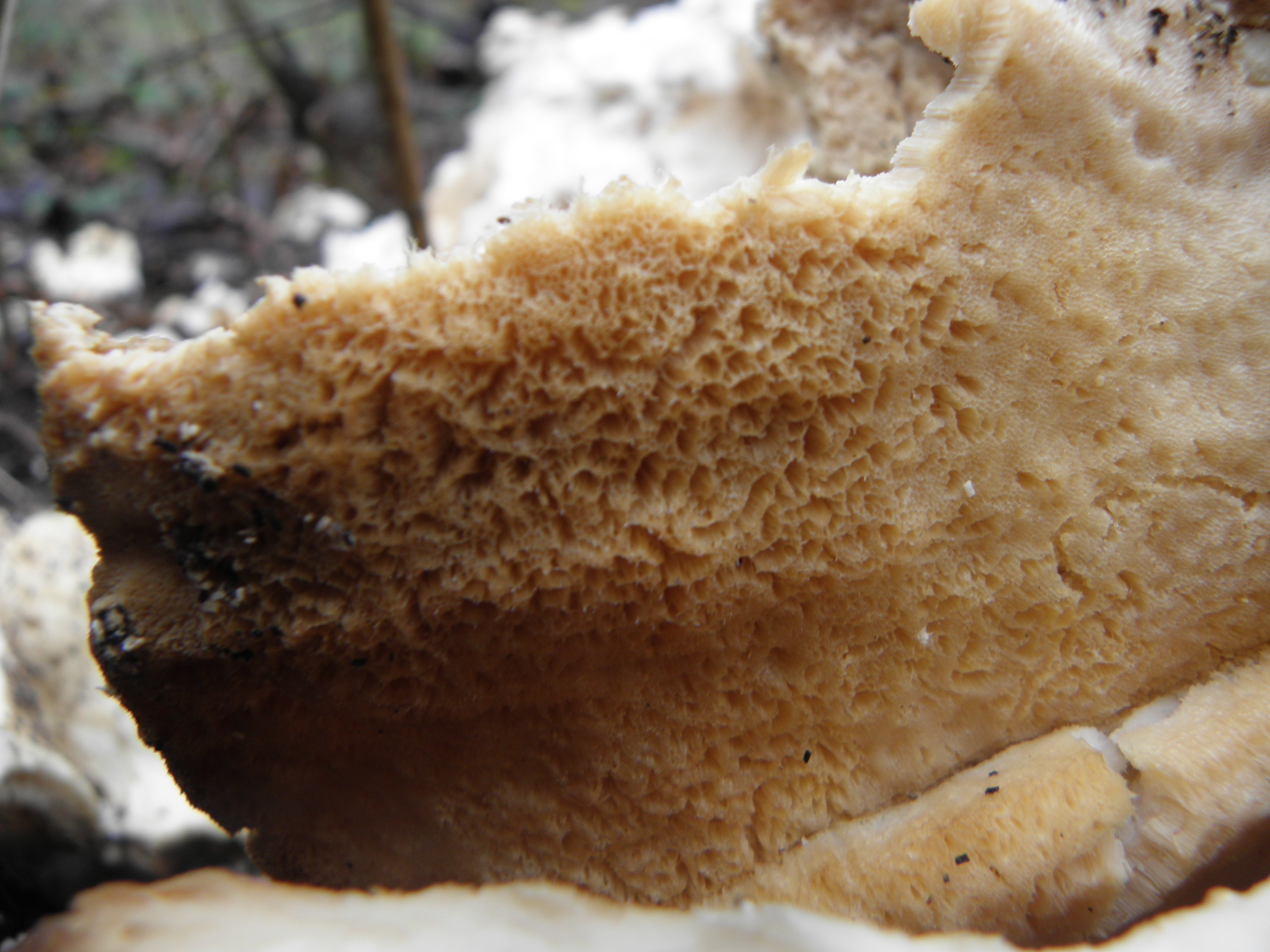
L. sulphureus, pori
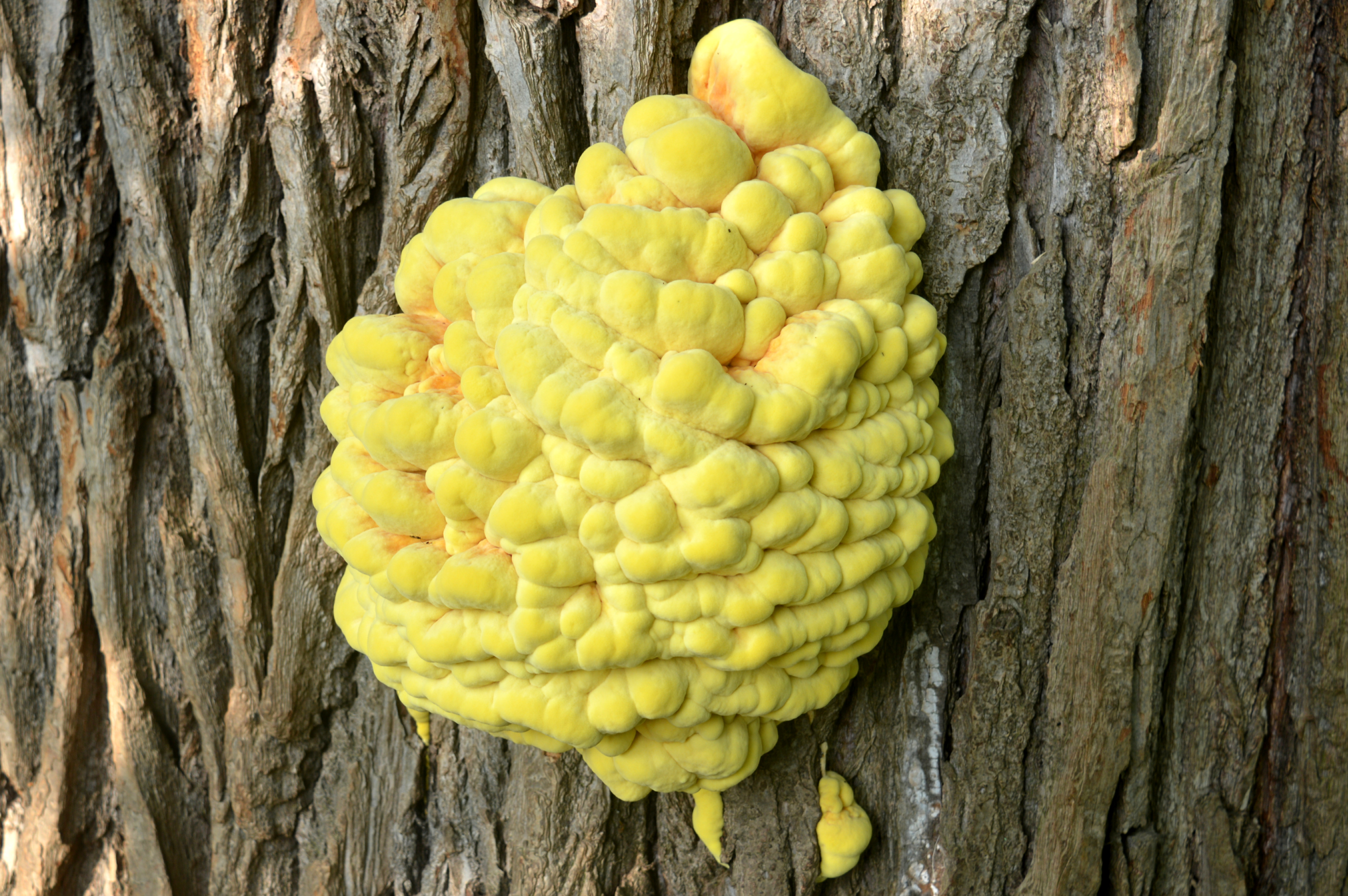
L. sulphureus tânăr
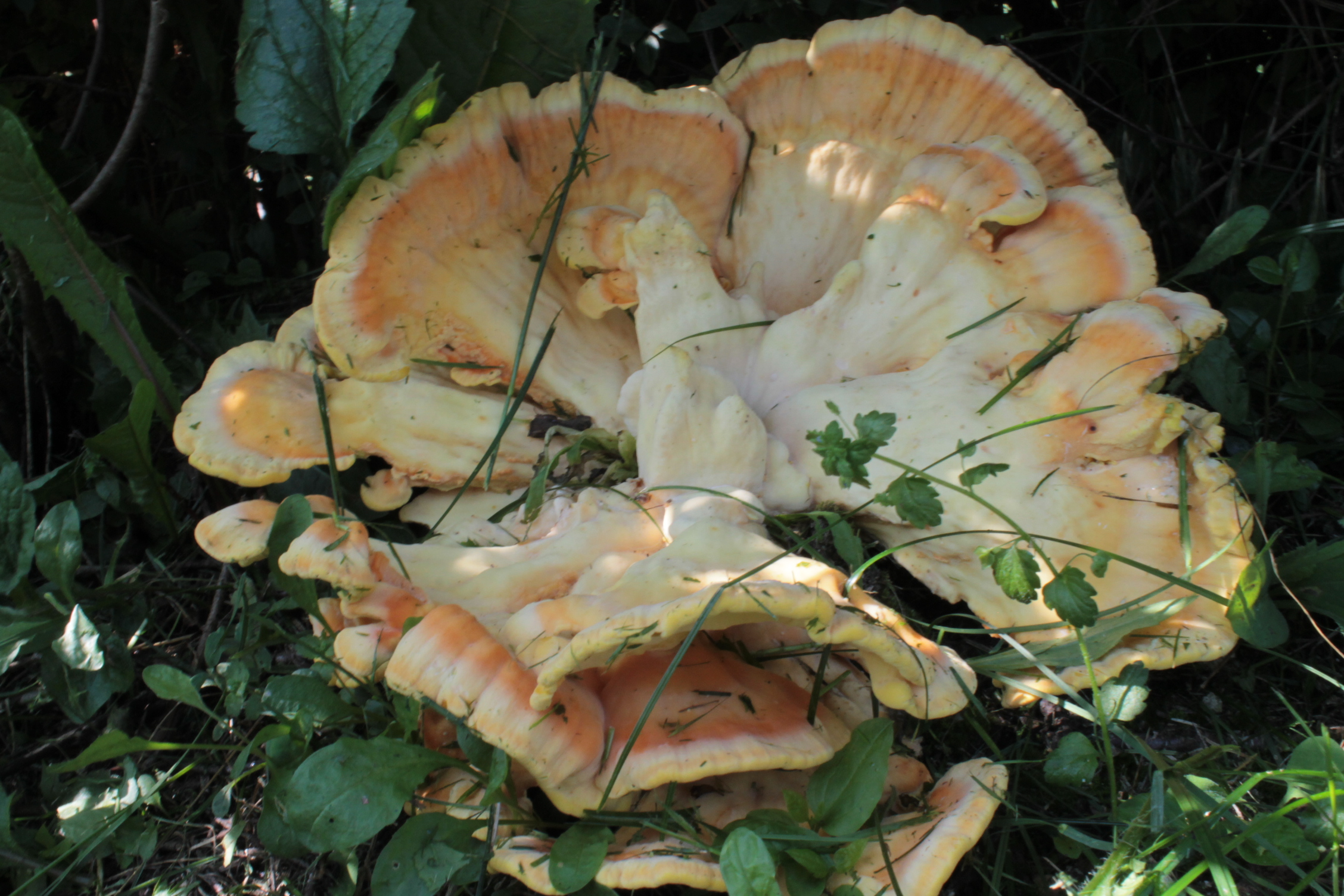
L. sulphureus matur
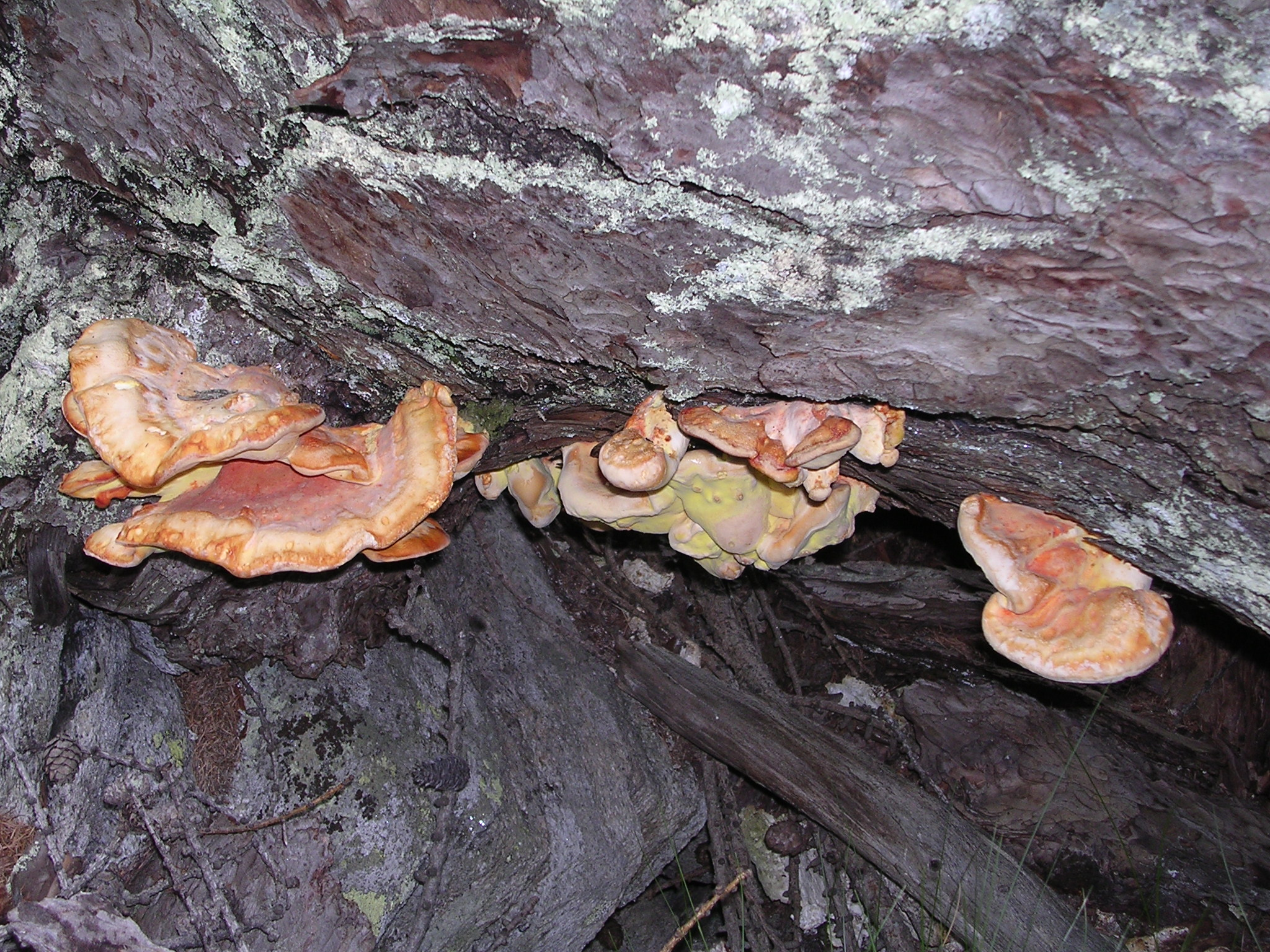
L. sulphureus bătrâni

## Confuzii
În Europa, acest burete poate fi confundat cu necomestibilele Daedaleopsis confragosa, Trametes pubescens sau Trametes versicolor. În America de Nord  s-au descoperit câteva specii înrudite, ca de exemplu Laetiporus cincinnatus, Laetiporus conifericola,, Laetiporus gilbertsonii sau Laetiporus huroniensis, cu toate de aceiași calitate ca găina pădurii.

## Specii asemănătoare în imagini

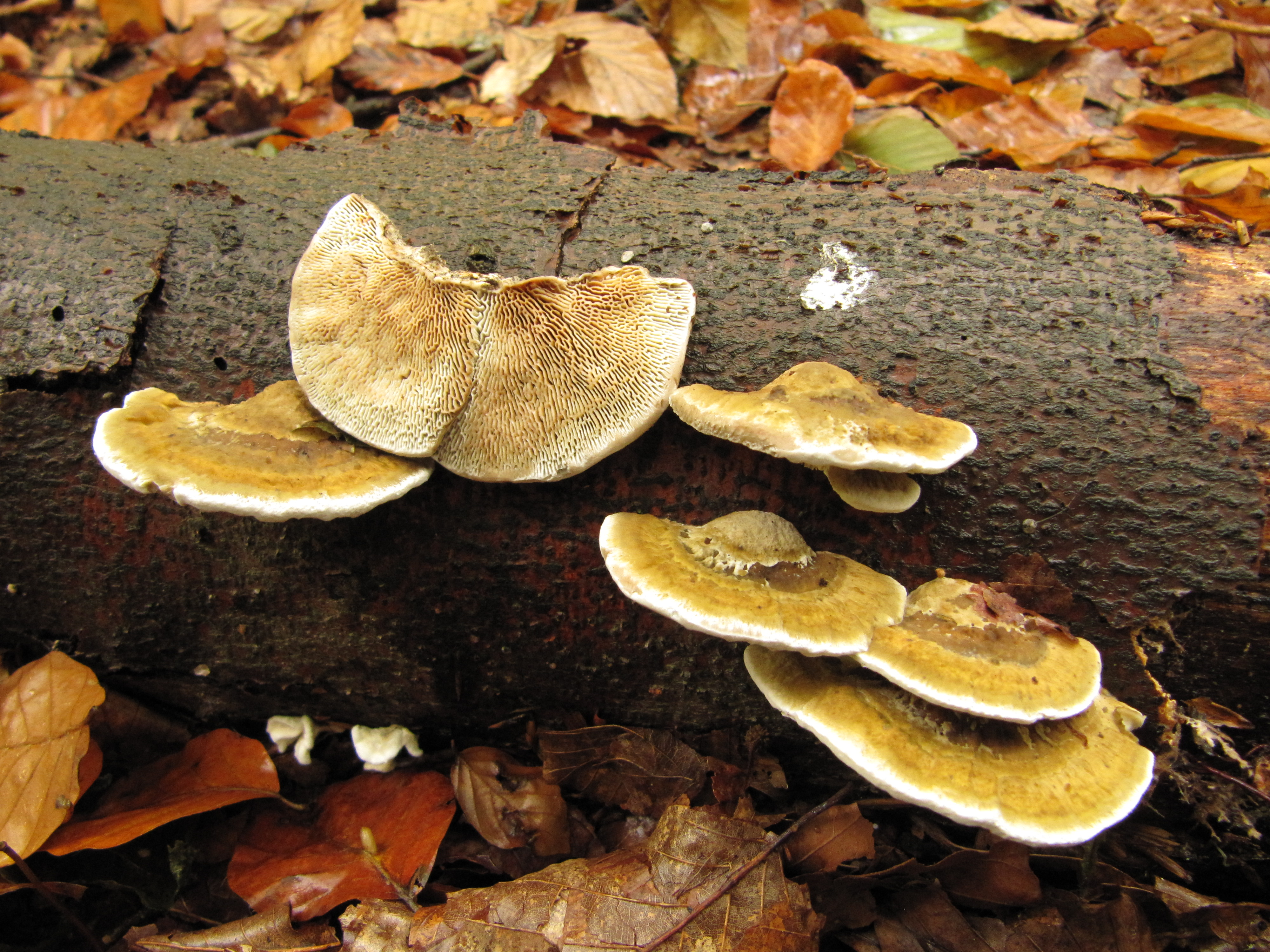
Daedaleopsis confragosa
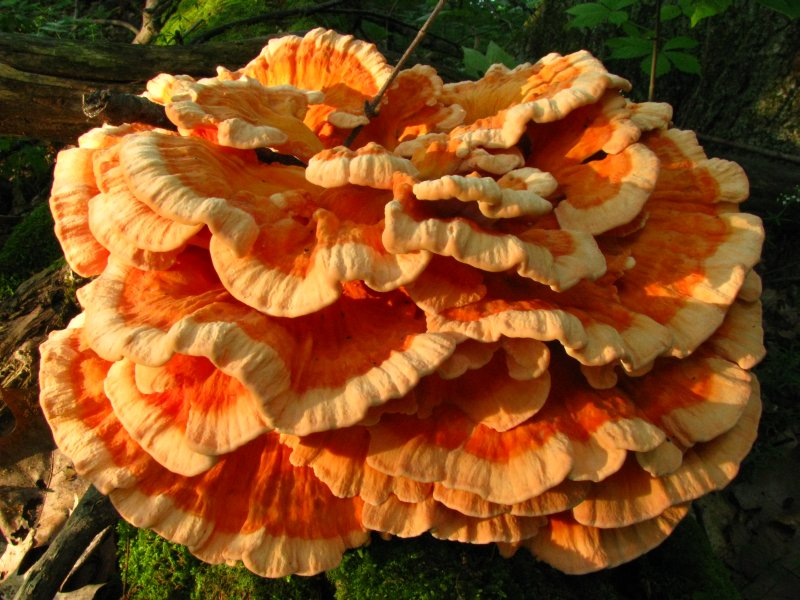
Laetiporus cincinnatus
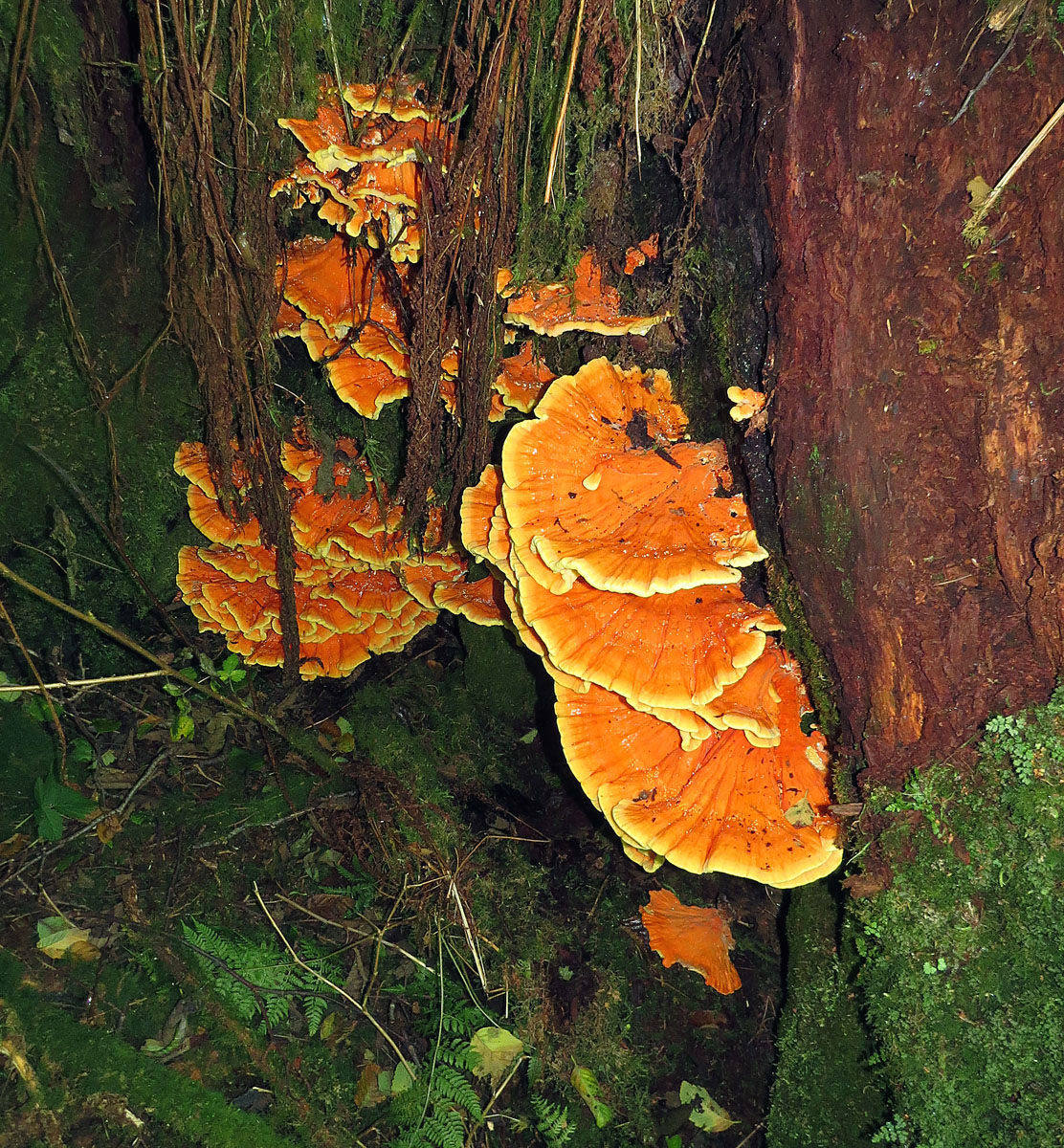
Laetiporus conifericola
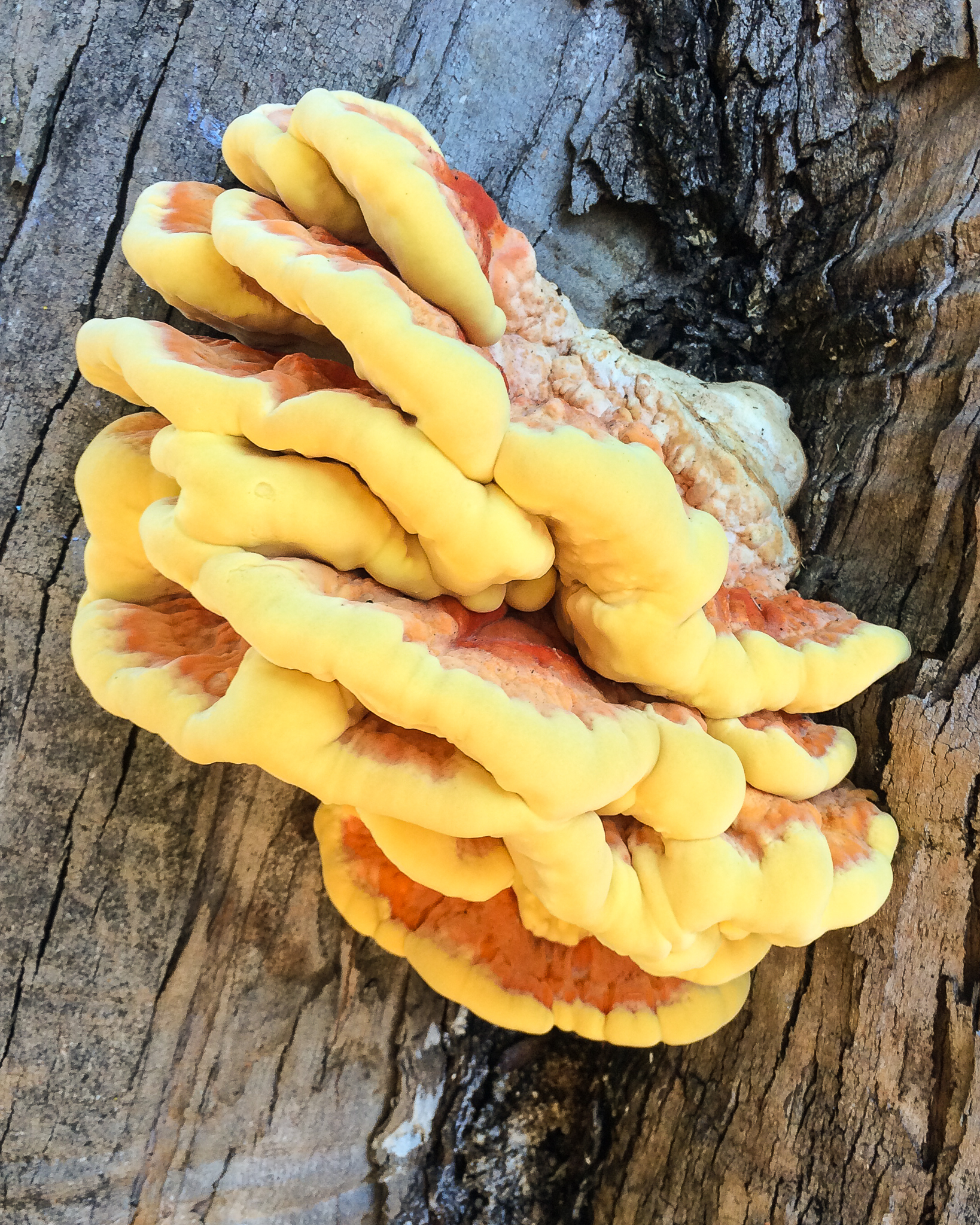
Laetiporus gilbersonii
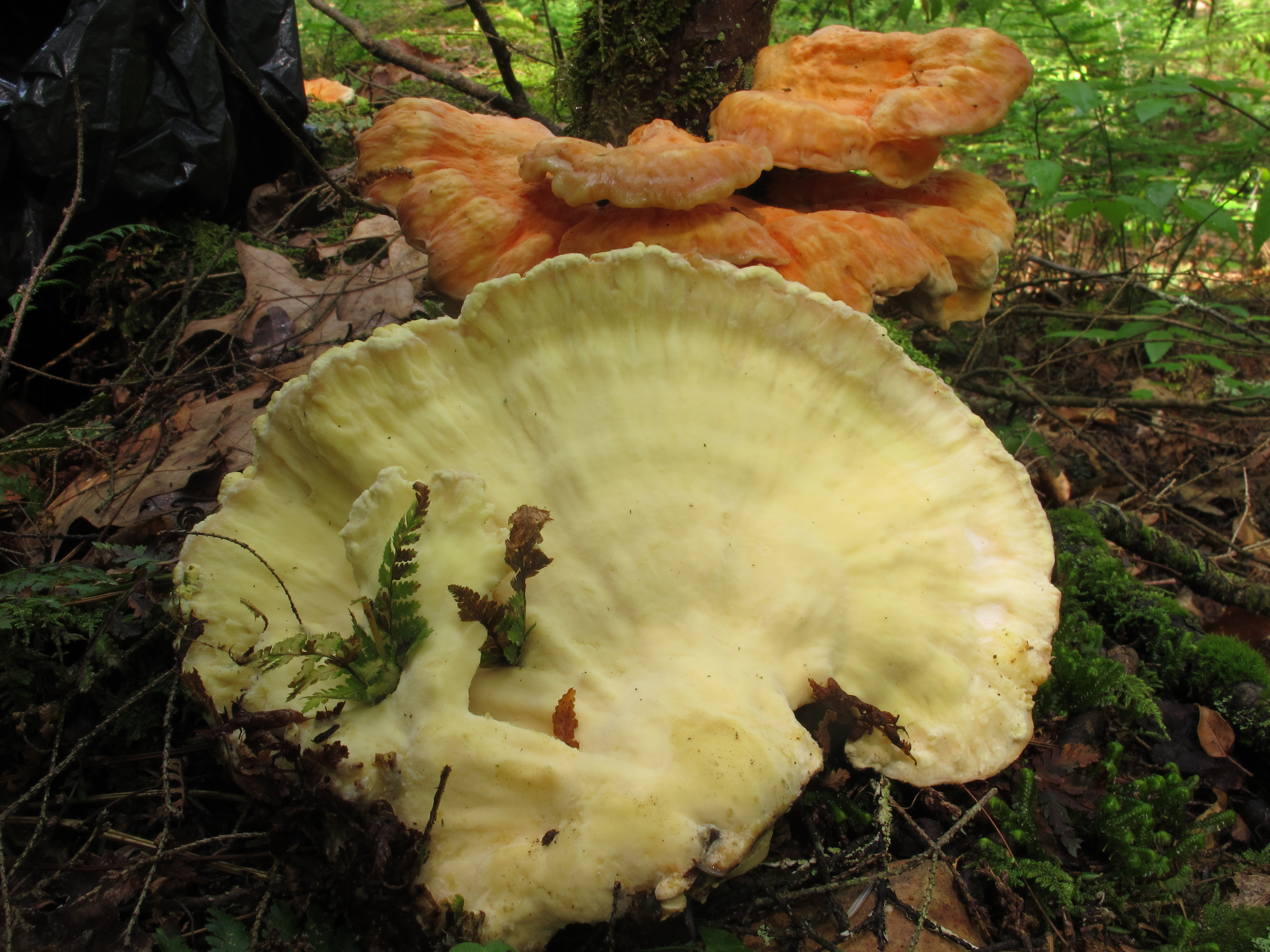
Laetiporus huroniensis
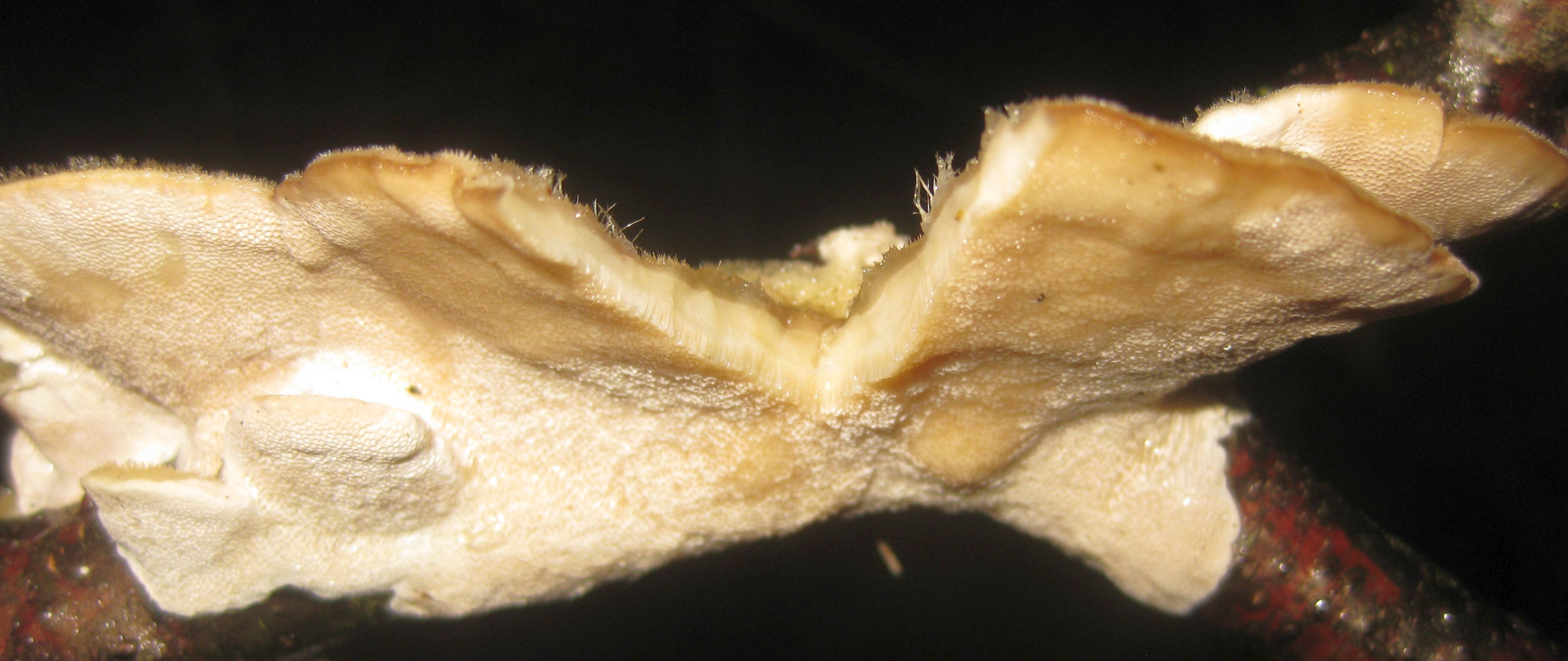
Trametes pubescens
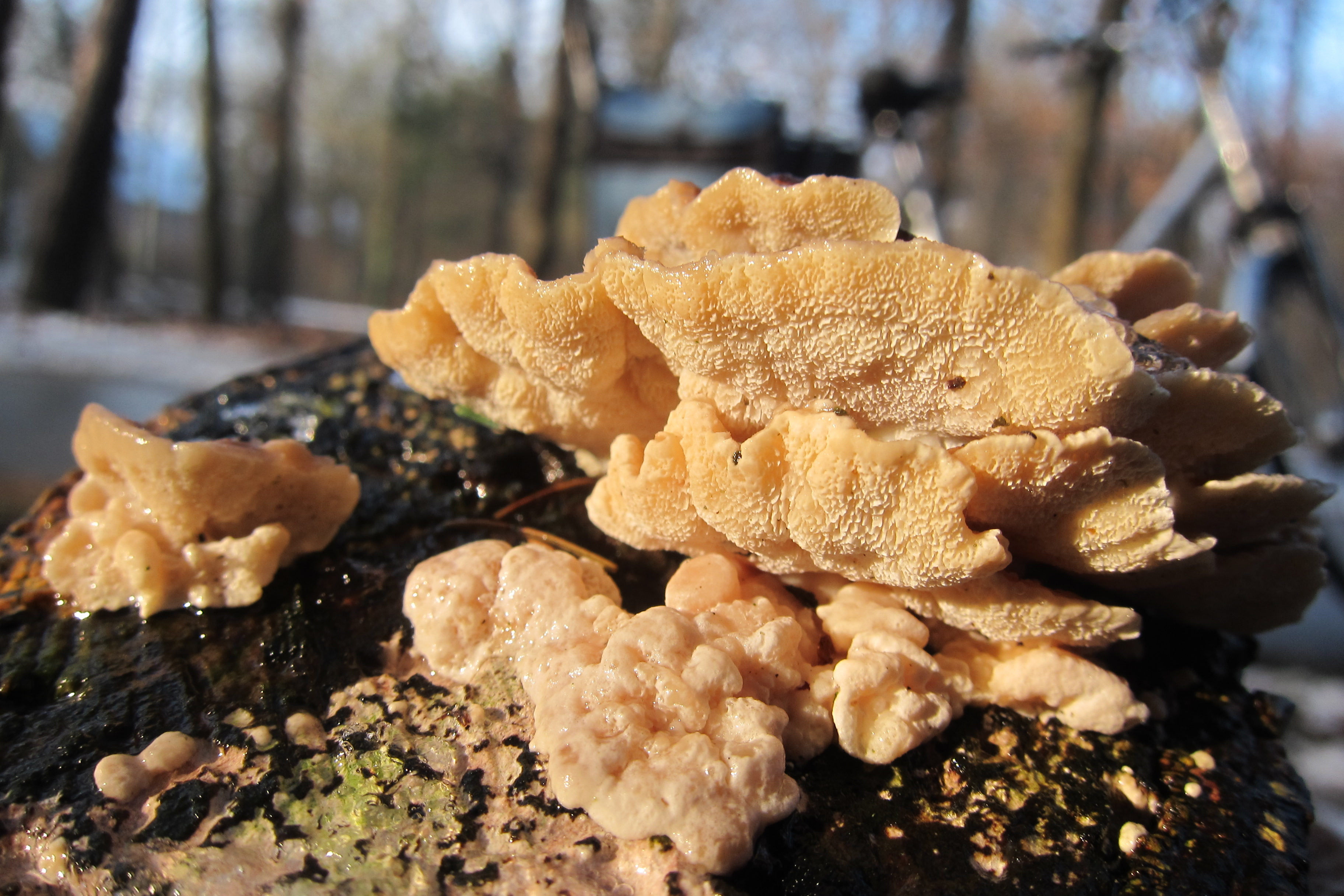
Trametes versicolor tinere

## Valorificare

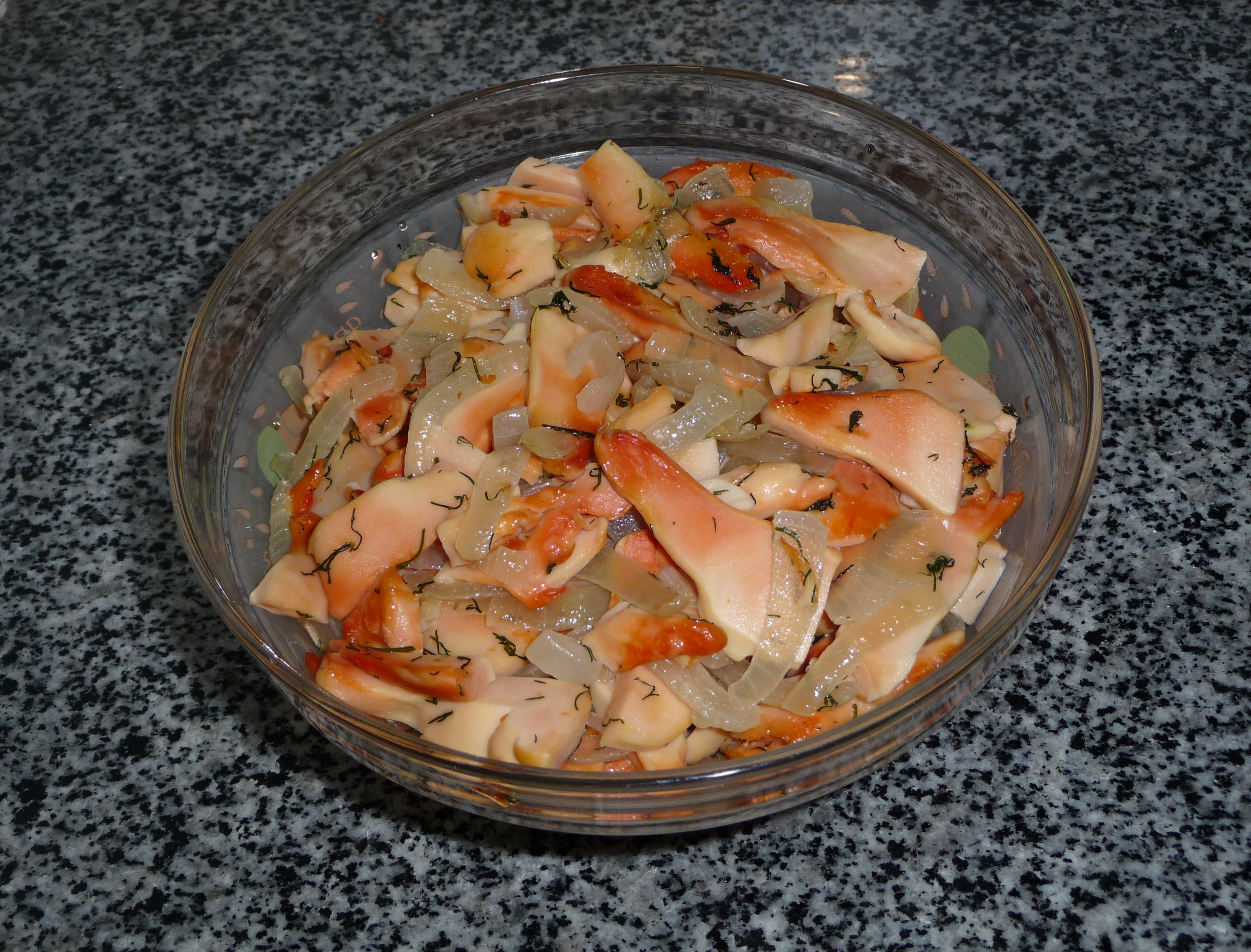
Mâncare cu găina pădurii

Acest burete este deseori denumit „oroarea producătorilor de lemn” sau „dușmanul copacilor vechi de stejar” din cauza puterii lui enorme de distrugere. Mult timp înainte de a se putea vede pe exteriorul copacului, buretele a destrămat deja miezul lemnului, reducând stabilitatea lui în mod considerabil și  devalorizându-l. În stadiul final se ivesc cubulețe de lemn fărâmițânde maronii dovedind munca lui arhaică de distrugere. Această ciupercă este una dintre puținele care provoacă ca colonizator de foioase putregai brun, nefiind în stare de a exploata lignina. În plus, ea se dezvoltă  mai departe pe trunchiuri atrofiate.
Găina pădurii nu se consumă crud, pentru că poate provoca deranjări gastrointestinale. Exemplare tinere (carne moale, secretă un lichid la apăsare) gătite imită foarte bine gustul cărnii de pui și pot fi folosite în multe variații, la fel ca alte ciuperci comestibile: cu smântână, cu ouă, ca ciulama, crochete, budincă și volovan sau blanșate într-o salată cu vinegretă. De asemenea, ele pot fi murate ca ghebele.